# Pedicularis davidii
Pedicularis davidii är en snyltrotsväxtart som beskrevs av Adrien René Franchet. Pedicularis davidii ingår i släktet spiror, och familjen snyltrotsväxter.

## Underarter
Arten delas in i följande underarter:
- P. d. pentodon
- P. d. platyodon